# شيلي لوبن
شيلي لوبن (بالإنجليزية: Shelley Lubben)‏ هي ممثلة إباحية أمريكية سابقة من مواليد 1968. دخلت منذ أن كانت تحت عمر العشرين عاما عالم الدعارة وكانت تحصل على المال فقط من خلال هذه الطريقة. شاركت بعد ذلك في أفلام إباحية كثيرة مستخدمة الاسم الفني روكسي. كانت مدمنة للخمر والمخدرات أثناء عملها كممثلة أفلام إباحية. تعرضت إلى إصابة بمرض الهربس بسبب الممارسات الجنسية. وجدت طريقها للتخلص من عالم الأفلام الإباحية خلال مكوثها في المستشفى واعتناق المسيحية والحصول على ولادة جديدة. تزوجت بعدها وبدأت دراسة جامعية في فرع العلوم الدينية، أو اللاهوت.
أسست مع زوجها مؤسسة ضد تجارة الدعارة والأفلام الإباحية اسمها منظمة الصليب الوردي (بالإنجليزية: The Pink Cross Foundation)‏. تشارك بفعاليات كثيرة ضد الأفلام الإباحية وضد صناعة الجنس بصورة عامة وتجمع التبرعات من أجل إنقاذ الممثلين المتورطين في هذه الصناعة. أحد إصدارات مؤسستها هو عرض قصير لعشرات الممثلين الإباحيين الذين ماتوا إما عن طريق الانتحار أو عن طريق الإصابة بأمراض قاتلة.

## وصلات خارجية
- شيلي لوبن على موقع IMDb (الإنجليزية)
- شيلي لوبن على موقع أول موفي (الإنجليزية)
- شيلي لوبن على موقع قاعدة بيانات الفيلم (الإنجليزية)
- شيلي لوبن على موقع كينوبويسك (الروسية)
- Official Website الموقع الشخصي
- The Pink Cross foundation منظمة الصليب الوردي
- التأثيرات الثانوية السلبية على العاملين في الصناعة الخلاعية
- Youtube Channel قناة اليوتوب